# Bogovinje

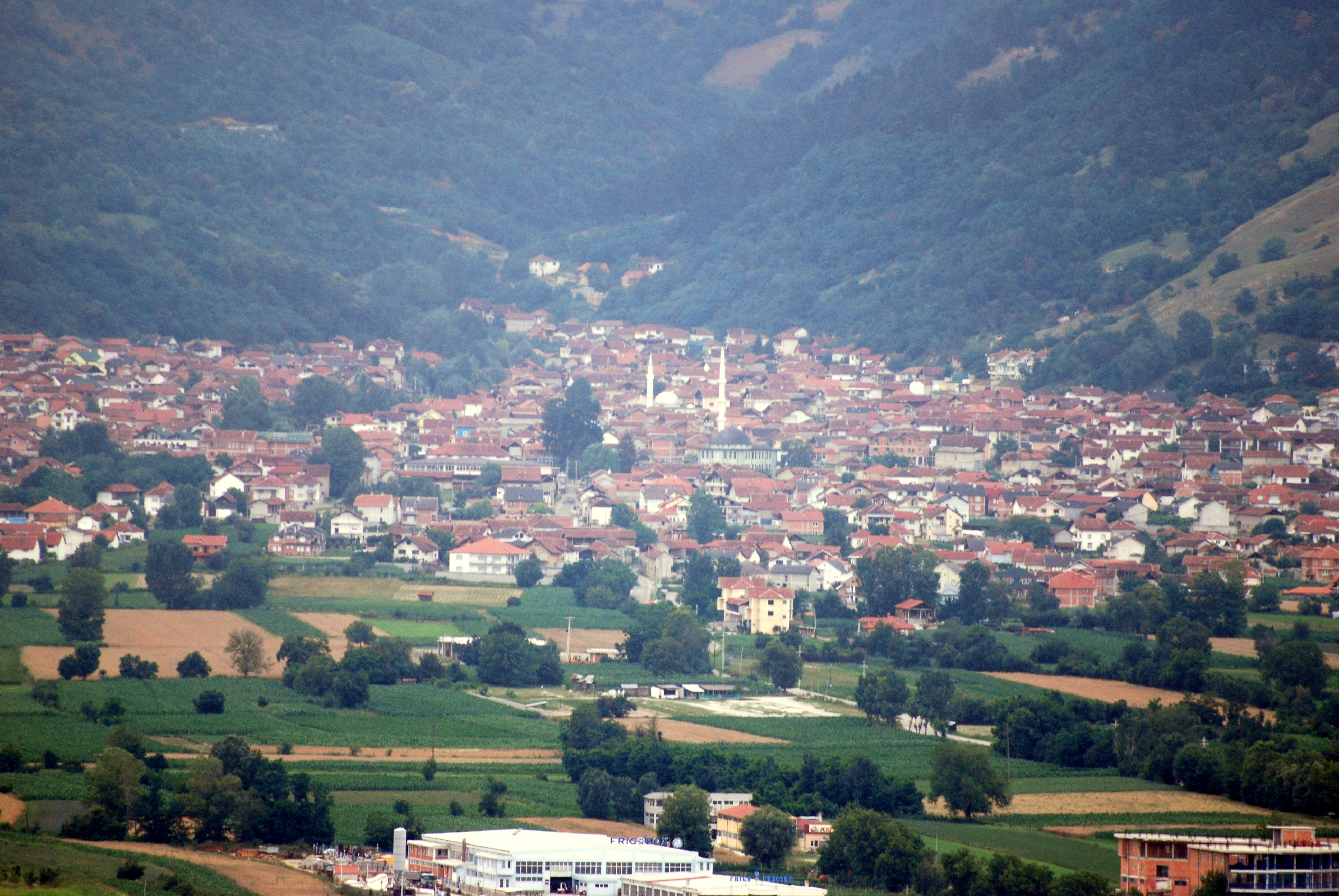
Bogovinje

Bogovinje (Macedonisch: Боговиње; Albanees: Bogovinë) is een gemeente in Noord-Macedonië.
Bogovinje telt 28.997 inwoners (2002). De oppervlakte bedraagt 141,65 km², de bevolkingsdichtheid is 204,7 inwoners per km². De Albanezen vormen 95% van de bevolking. De Turken zijn de tweede groep met 4%. Er wonen slechts 37 Macedoniërs, ofwel 0,1% van de bevolking. Daardoor heeft de gemeente Bogovinje de laagste percentage etnische Macedoniërs in Noord-Macedonië.